# A2214 road
Die A2214 ist eine Class-I-Straße, die 1923 im Stadtgebiet London mit der namentlichen Bezeichnung „Lausanne Road, East Dulwich Road, Dulwich Grove, Half Moon Lane, Dulwich Road to Effra Road“ festgelegt wurde. Sie verläuft von A202 zur A204. Am Bahnhof Herne Hill ist sie durch die A215 unterbrochen, die dort die Bahntrasse unterquert. Am westlichen Ende an der A204 ist mittlerweile durch ein Einbahnstraßensystem die Morval Road und ein Teil der Dalberg Road mit in die A2214 integriert.